# Carex adrienii
Espèce
Classification phylogénétique
Carex adrienii est une espèce de plantes du genre Carex et de la famille des Cyperaceae.